# Gare d'Achiet
La gare d'Achiet est une gare ferroviaire française de la ligne de Paris-Nord à Lille, située sur le territoire de la commune d'Achiet-le-Grand, à proximité d'Achiet-le-Petit, dans le département du Pas-de-Calais, en région Hauts-de-France.
Elle est mise en service en 1846, par la Compagnie des chemins de fer du Nord.
C'est une halte de la Société nationale des chemins de fer français (SNCF), desservie par les trains TER Hauts-de-France.

## Situation ferroviaire
Établie à 119 mètres d'altitude, la gare d'Achiet est située au point kilométrique (PK) 173,959 de la ligne de Paris-Nord à Lille, entre les gares de Miraumont et de Courcelles-le-Comte. C'est une gare de bifurcation, origine de la ligne d'Achiet à Marcoing, ligne secondaire privée à écartement standard dont seule reste ouverte, pour du trafic fret, une courte section près de la gare.

## Histoire

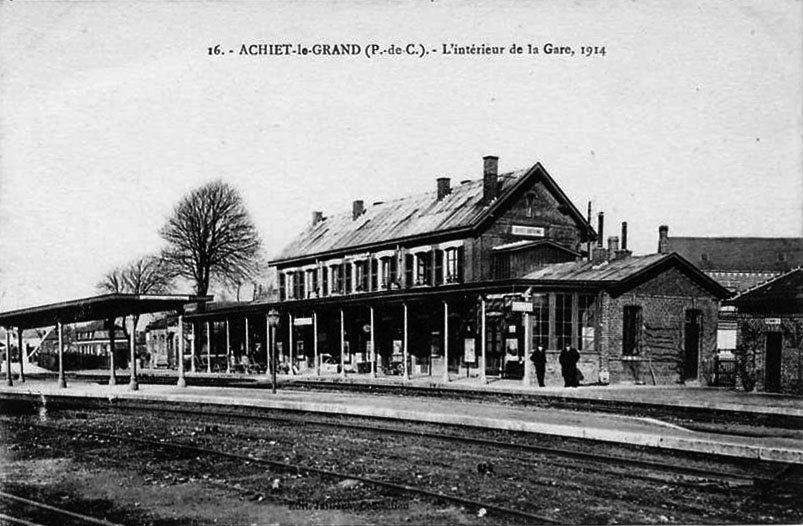
L'intérieur de la gare en 1914.

La « station d'Achiet-le-Grand », est officiellement mise en service le 21 juin 1846 par la Compagnie des chemins de fer du Nord, lorsqu'elle ouvre à l'exploitation sa ligne de Paris à Lille et Valenciennes. Elle est établie, entre les stations d'Albert et de Boisleux, à environ 198 kilomètres de Paris,,.
Le chemin de fer d'Achiet à Bapaume, embranchement de la ligne du Nord, est mis en service le 9 mai 1871 et le trafic voyageurs est ouvert le 15 juillet 1871. La ligne est prolongée en deux sections et le service voyageurs est ouvert jusqu'à Marcoing le 10 mars 1878.
Au début de la Première Guerre mondiale, la gare est utilisée pour les départs vers le front, puis elle est occupée par les Allemands et bombardée par les avions anglais. La gare et le village sont détruits lors de la bataille de la Somme, puis, en 1917 et 1918, elle est prise, perdue et reprise par les Anglais. La commune reçoit la Croix de Guerre le 25 septembre 1920. Le décret du 1er décembre 1921 déclare l'urgence des travaux, à exécuter par la compagnie du Nord, pour la « reconstitution » de la gare.

La gare après le conflit
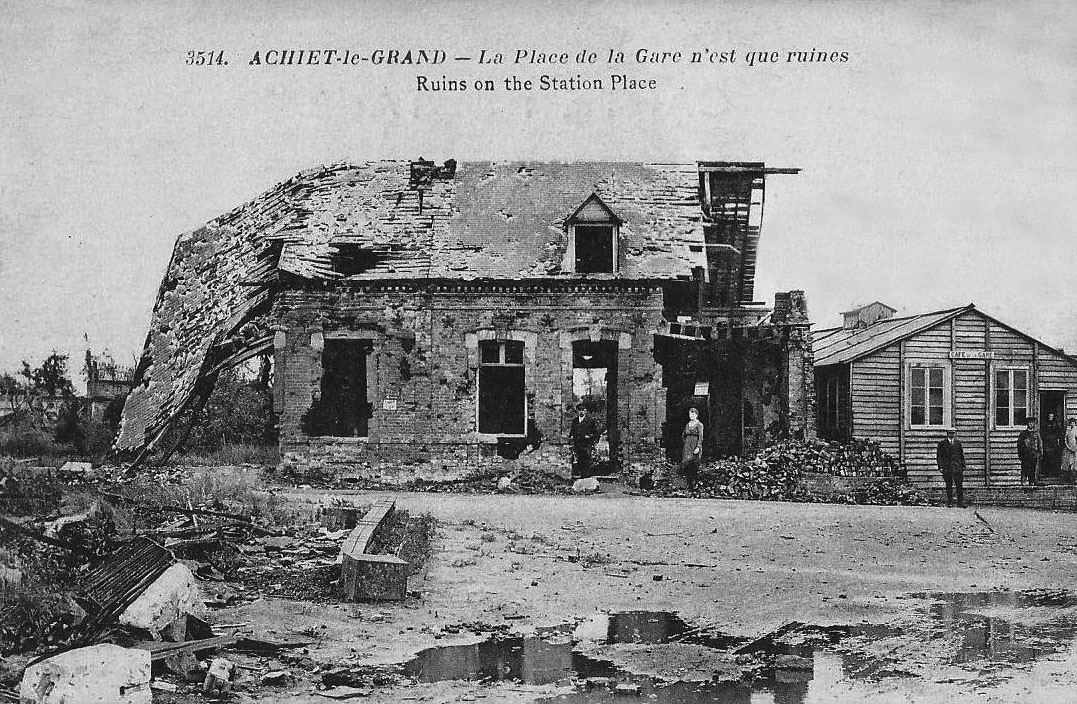
En ruine (1918).
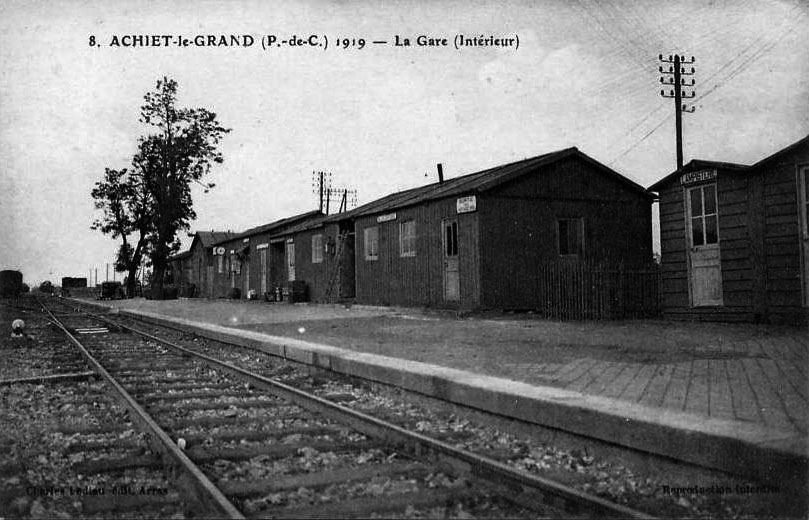
Provisoire (1919).

Un nouveau bâtiment voyageurs est édifié en 1921.
La gare a été électrifiée au cours des années 1950. Elle comportait quatre voies à quai. Avec la fermeture de la ligne d'Achiet à Bapaume au trafic voyageurs dans les années 1960, la voie 1 a été comblée et cela a agrandi la plateforme du quai devant le bâtiment de la gare. La voie 2 est devenue 1, la voie 3 est devenue 2 et la voie 4 est devenue 3. Aujourd'hui (2012), les voies 1 et 2 (ligne principale) sont utilisées pour le passage ou les arrêts des trains TER. La voie 3 est exceptionnellement utilisée pour le trafic voyageurs et sert de voie de débords permettant le dépassement des convois de fret. L'important faisceau de voies du triage attenant à la gare est presque totalement désaffecté ; il n'y a plus de tri depuis la fermeture des embranchements ferroviaires industriels particuliers d'Achiet et depuis la fin de l'exploitation du gisement de charbon dans les années 1970 et 1980. En tant que terminus, la gare d'Achiet a comporté un petit dépôt et une base cheminote dont le seul vestige est la lampisterie située à une cinquantaine de mètres de la gare en direction d'Arras.
En 2019, la SNCF estime la fréquentation annuelle de cette gare à 97 848 voyageurs, contre 92 323 en 2018, 96 451 en 2017, 92 084 en 2016 et 92 018 en 2015.

## Service des voyageurs

### Accueil
Achiet est une halte de la SNCF.
Une passerelle permet la traversée des voies et le passage d'un quai à l'autre. Par ailleurs, le quai 1 a une longueur utile de 267 m, et le quai 2 de 275 m.

### Desserte
Achiet est desservie par des trains TER Hauts-de-France, qui effectuent des missions entre les gares :
- de Rouen-Rive-Droite, ou d'Amiens, et de Lille-Flandres (lignes K44 et K45 ; essentiellement les week-ends et jours fériés) ;
- d'Amiens et d'Arras (tous les jours ; ligne P22).

### Intermodalité
Un parking est aménagé en face du bâtiment voyageurs.

## Service des marchandises
Cette gare est ouverte au service du fret (train massif, desserte d'ITE et wagons isolés pour certains clients).